# قیفک‌های مالاگاسی
قیفک‌های مالاگاسی (نام علمی: Malagasyconus) نام یک سرده از تیره قیفکیان است.